# Louis Harold Gray
Louis Harold Gray, FRS (* 10. November 1905 in London; † 9. Juli 1965 in Northwood) war ein britischer Physiker und Radiologe sowie Begründer der Radiobiologie. Seine Arbeit befasste sich mit der Wirkung von Strahlung und Radioaktivität auf biologische Systeme. Unter anderem definierte er die später nach ihm als Gray (Gy) benannte SI-Einheit der absorbierten Strahlendosis.
Der einzige Sohn der Eheleute Gray studierte nach Schulabschluss – er war zeitweise Internatsschüler – mit einem Stipendium am Trinity College in Cambridge Physik, Mathematik und Chemie. Er wurde Mitglied im Cavendish-Laboratorium und wurde dort 1930 mit einer Arbeit über die Absorption harter Gammastrahlung promoviert.
1934 begann er seine Arbeit im Mount Vernon-Hospital in London, wo er 1936 gemeinsam mit William Lawrence Bragg die Bragg-Gray-Gleichung entwickelte, mit der die Gammastrahlen-Absorption von Materialien bestimmt werden kann. Ab 1938 forschte er an den biologischen Effekten der Neutronenstrahlung. 1940 entwickelte er das Konzept der relativen biologischen Wirksamkeit von Neutronenstrahlung. 1950 begann er Studien zur Behandlung von Tumorzellen mit einer Sauerstoff-Überdruck-Therapie sowie Studien über den Einfluss der Strahlenempfindlichkeit von Zellen in Abhängigkeit von der Sauerstoffkonzentration im Gewebe. 1953 wurde dann das Gray Laboratory of the Cancer Research Campaign am Mount Vernon-Hospital begründet, an dem er mit Jack W. Boag an der Impulsradiolyse forschte.
Im Januar 1963 erlitt Gray einen schweren Schlaganfall, drei Jahre später starb er. Die Asche wurde auf seine Urlaubsinsel Alderney überführt. Aus seiner Ehe mit einer seit ihrer Jugend erblindeten Theologin ging ein Sohn hervor.
Vom British Institute of Radiology wurde er mit dem Roentgen Award (1938), der Sylvanus-Thompson-Medaille (1953) und der Barclay-Medaille (1960) ausgezeichnet und war 1949/50 dessen Präsident. Er war ein Gründer und erster Vorsitzender der Association for Radiation Research. 1961 wurde er zum Fellow of the Royal Society gewählt und 1962 wurde er Ehrendoktor (Honorary D.Sc.) der Leeds University.
Die von ihm in den 1930er-Jahren eingeführte Einheit Rad (Abkürzung für englisch radiation absorbed dose) der Energiedosis wurde 1978 von der nach ihm benannten Einheit Gray abgelöst.